# Пољска школа филма
Пољска школа филма (пољ. Polska Szkoła Filmowa) неслужбени је назив групе пољских редитеља и сценариста који су деловали између 1955. и 1963. године.
Ова група је била под директним утицајем италијанског неореализма.

## Преглед
Либералне промене које су се дешавале у Пољској после 1956. године помогле су приказању сложености пољске историје током Другог светског рата и немачке окупације. Међу најважнијим темама су били бивши војници пољског покрета отпора и њихова улога у послератној Пољској и националне трагедије попут нацистичких концентрационих логора и Варшавског устанка. Политичке промене су дозволиле групи да се јавно огледају у скорашњој историји Пољске. Ипак, цензура је била још увек јака када се дискутовало о историји после 1945. године, и врло мало филмова је снимљено на ову тему. Ово је била главна разлика између чланова Пољске школе филма и италијанских неореалиста.
Пољска школа филма је била прва која је нагласила национални карактер Пољака и један од првих уметничких покрета у
Средњој Европи који се отворено супроставио смерницама социјалистичког реализма. Чланови покрета често наглашавају улогу појединца у односу на заједницу.
Постојале су два тренда у оквиру покрета: млади режисери попут Анджеја Вајде који су уопштено проучавали идеју херојства, док је друга група (најпознатији представник Анджеј Мунк) анализирала лик Пољака уз помоћ ироније, хумора и сецирања националних митова.

## Утицајни филмови и представници
- Анджеј Вајда
  - Kanał (1956)
  - Ashes and Diamonds (Popiół i diament 1958)
- Анджеј Мунк
  - Man on the Tracks (Człowiek na torze, 1956)
  - Heroism (Eroica, 1958)
  - Bad Luck (Zezowate szczęście, 1959)
  - Passenger (Pasażerka, 1963, finished by Witold Lesiewicz)
- Јержи Кавалеровиц
  - The Real End of the Great War (Prawdziwy koniec wielkiej wojny, 1957)
  - Night Train (Pociąg, 1959)
  - Mother Joan of the Angels (Matka Joanna od Aniołów, 1961)
- Војцех Хас
  - Farewells (Pożegnania, 1958)
  - How to Be Loved (Jak być kochaną, 1963)
- Казимирц Куц
  - Cross of Valor (Krzyż walecznych, 1958)
  - Nobody's Calling (Nikt nie woła, 1960)
  - The People from the Train (Ludzie z pociągu, 1961)
- Тадеуш Конвицки
  - Winter Twilight (Zimowy zmierzch, 1957)
  - The Last Day of Summer (Ostatni dzień lata, 1958)
  - All Souls' Day (Zaduszki, 1961)
- Станислав Ружевич
  - Free City (Wolne Miasto, 1958)
  - Birth Certificate (Świadectwo urodzenia, 1961)